# Галактична придатна для життя зона
Придатна для життя зона в галактиці — область галактики, в якій, найімовірніше, може розвиватися життя. В астробіології та планетарній астрофізиці концепція галактичної зони, придатної для життя, використовується при аналізі різних факторів, таких як металічність (наявність елементів, важчих за водень і гелій), а також швидкість і щільність великих катастроф, таких як наднові з метою обчислення того, які регіони галактики є найбільш вірогідними для формування земних планет, початкового розвитку простого життя і забезпечення сприятливого середовища для його розвитку і просування. Згідно з дослідженням, опублікованим у серпні 2015 року, дуже великі галактики можуть сприяти народженню і розвитку придатних для життя планет більше, ніж менші галактики, такі як Чумацький Шлях. У випадку Чумацького Шляху його галактичною зоною, придатною для життя, прийнято вважати кільце із зовнішнім радіусом близько 10 кілопарсек (33 000 ly) і внутрішнім радіусом, близьким до Центру Галактики (причому обидва радіуси не мають чітких меж).
Теорія галактичних придатних для життя зон була піддана критиці через нездатність точно кількісно оцінити фактори, що роблять регіон галактики сприятливим для виникнення життя. Крім того, комп'ютерне моделювання припускає, що зірки можуть значно змінювати свої орбіти навколо галактичного центру, таким чином ставлячи під сумнів, принаймні частково, думку про те, що деякі галактичні області обов'язково є більш придатними для життя, ніж інші.

## Історія
Ідея навколозоряної населеної зони була введена в 1953 році Губертусом Страгхолдом і Гарлоу Шеплі, а в 1959 році Су-Шу Хуан як область навколо зірки, в якій планета, що обертається, може утримувати воду на своїй орбіті. поверхні. З 1970-х років планетологи та астробіологи почали розглядати різноманітні інші чинники, необхідні для створення та підтримки життя, включаючи вплив, який може мати наднова поблизу на розвиток життя. У 1981 році комп'ютерний вчений Джим Кларк припустив, що явну відсутність позаземних цивілізацій у Чумацькому Шляху можна пояснити спалахами типу Сейферта від активного галактичного ядра, причому лише Земля позбавлена цього випромінювання через своє розташування в галактиці. У тому ж році Уоллес Гемптон Такер проаналізував життєздатність галактик у більш загальному контексті, але пізніша робота замінила його пропозиції.
Сучасна теорія галактичної населеної зони була представлена в 1986 році Л. С. Марочник і Л. М. Мухін з Російського інституту космічних досліджень, які визначили зону як область, в якій може процвітати розумне життя. Дональд Браунлі та палеонтолог Пітер Уорд розширили концепцію галактичної житлової зони, а також інші чинники, необхідні для появи складного життя, у своїй книзі 2000 року «Рідкісна Земля: Чому складне життя є рідкісним у Всесвіті». У цій книзі автори використовували галактичну населену зону серед інших факторів, щоб стверджувати, що розумне життя не є поширеним явищем у Всесвіті.
Ідея галактичної населеної зони була далі розвинена в 2001 році в роботі Уорда і Браунлі у співпраці з Гільєрмо Гонсалесом з Вашингтонського університету. У цій статті Гонсалес, Браунлі та Уорд стверджували, що в регіонах поблизу галактичного гало буде бракувати важких елементів, необхідних для створення придатних для життя планет земної групи, таким чином створюючи зовнішню межу розміру галактичної придатної для життя зони. Однак якщо занадто близько до галактичного центру, придатна для життя планета піддасться численним надновим та іншим енергійним космічним подіям, а також надмірним ударам комет, викликаним збуреннями хмари Оорта головної зірки. Таким чином, автори встановили внутрішню межу для галактичної населеної зони, розташовану безпосередньо за межами галактичного балджа.

## Межі

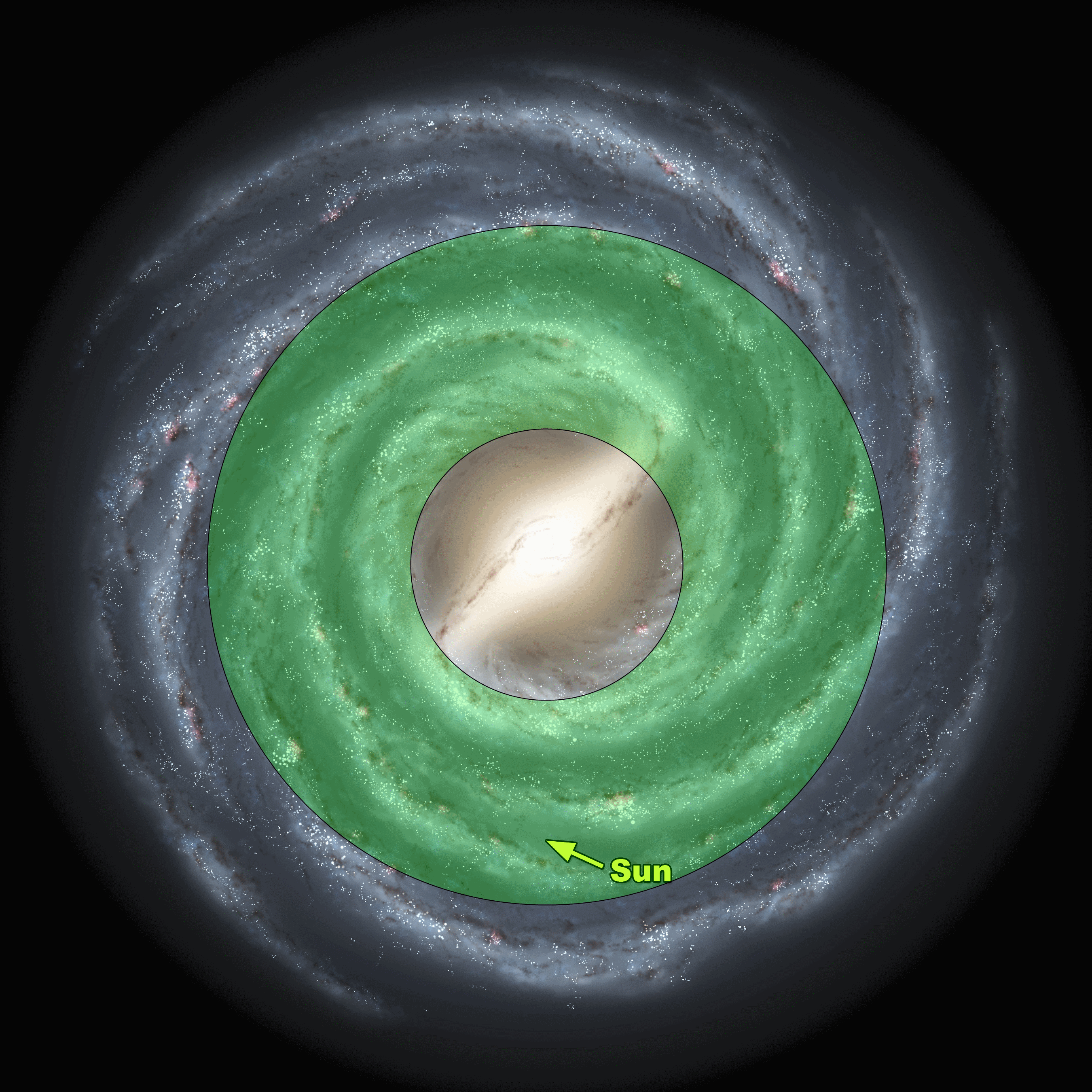
Галактична зона, придатна для життя, часто розглядається як кільце на відстані 7-9 кпк від галактичного центру, на малюнку показане зеленим кольором, хоча останні дослідження ставлять це під сумнів.

Ранні дослідження галактичної зони, придатної для життя, включно з роботою 2001 року Гонсалеса, Браунлі та Ворда, не визначали жодних конкретних меж, лише стверджуючи, що ця зона є кільцем, яке охоплює регіон галактики, збагачений металами та захищений від надмірного випромінювання, і що придатність для життя була б більш імовірною в тонкому диску галактики. Однак пізніші дослідження, проведені в 2004 році Лайнвівером та його колегами, створили межі цього кільця, у випадку Чумацького Шляху, в діапазоні від 7 до 9 кпк від центру галактики.
Команда Лайнівера також проаналізувала еволюцію галактичної зони, придатної для життя, з огляду на час, і виявила, наприклад, що зорі, близькі до галактичного випинання, мали сформуватися протягом часового вікна близько двох мільярдів років, щоб мати придатні для життя планети. До цього вікна зорі галактичного випинання не могли б мати планет, придатних для життя, через часті спалахи наднових зірок. Однак після того, як загроза наднових спалахне, зростання металічності галактичного ядра зрештою означатиме, що зірки матимуть велику кількість гігантських планет, що може дестабілізувати зоряні системи і радикально змінити орбіту будь-якої планети, розташованої в навколозоряній зоні, придатній для життя. Моделювання, проведене у 2005 році у Вашингтонському університеті, однак, показує, що навіть за наявності гарячих Юпітерів земні планети можуть залишатися стабільними впродовж тривалого періоду часу.